# Joseph Kessel
Joseph Kessel, född 10 februari 1898 i Clara i Entre Ríos i Argentina, död 23 juli 1979 i Avernes i Val-d'Oise, var en fransk äventyrare, journalist och författare.

## Biografi
Fadern var läkare med litauiskt påbrå som utbildats i Frankrike. Han föddes i provinsen Entre Ríos i Argentina där hans far arbetade. Men familjen flyttade och bodde 1905–1908 i Orenburg i Ryssland innan de slutligen slog sig ner i Frankrike.
Joseph Kessel gick i gymnasiet i Nice vid Lycée Masséna och därefter vid Lycée Louis-le-Grand i Paris. Vid 15 års ålder fick han arbete vid Journal des débats. Han arbetade också en kort tid vid Théâtre de l'Odéon. Men mot slutet av 1916 tog han värvning i ett artilleriregemente och därefter i franska flygvapnets 39:e division. Hans upplevelser i flygvapnet låg senare till grund för hans genombrottsroman L’Équipage. Efter kriget belönades han med ett franskt medborgarskap och den militära utmärkelsen croix de guerre. Han återupptog sitt samarbete med Journal des débats och levde som resande äventyrsreporter och författare. Bland annat seglade han med slavhandlare i Röda havet vilket resulterade i debutromanen La steppe rouge.
Efter det att Kessel utgett romanen L’Équipage (1923) som introducerade flyget i den franska litteraturen  hade han en lång svit av succéer: Mary de Cork, Les Captifs (vilken belönades med Grand Prix du roman de l'Académie française 1926), Nuits de princes, Les cœurs purs, Belle de jour, Le coup de grâce, Fortune carrée, Les enfants de la chance, La passante du Sans-Souci.
Under andra världskriget arbetade han som krigskorrespondent. Efter Frankrikes fall 1940 anslöt han sig till motståndsrörelsen. Tillsammans med sin brorson korsade han Pyrenéerna och anslät sig till Charles de Gaulles Fria Frankrike. Kessel skildrade motståndskampen i sin bok L’Armée des Ombres som filmatiserats. 
Efter kriget återupptog han än en gång sin bana som reporter med resor till Västbanken, Afrika och Afghanistan och dessa resor inspirerade honom till många av hans viktiga verk som Les Cavaliers (1967), Le Tour du malheur, a Les Amants du Tage, La Vallée des Rubis, Le Lion, Tous n’étaient.
1962 valdes Kessel in i Franska Akademien.